# Sant'Agata del Bianco
Pour les articles homonymes, voir Bianco (homonymie).
Sant'Agata del Bianco est une commune de la province de Reggio de Calabre, dans la région Calabre, en Italie.

## Administration
| Période                                  | Période  | Identité          | Étiquette | Qualité |
| ---------------------------------------- | -------- | ----------------- | --------- | ------- |
| 30 mai 2006                              | En cours | Giuseppe Strangio |           |         |
| Les données manquantes sont à compléter. |          |                   |           |         |

### Communes limitrophes
Africo, Bruzzano Zeffirio, Caraffa del Bianco, Casignana, Ferruzzano, Samo, San Luca.